# Bracon richei
Bracon richei är en stekelart som beskrevs av Gaspard Auguste Brullé 1846. Bracon richei ingår i släktet Bracon och familjen bracksteklar. Inga underarter finns listade.